# Cliffhanger

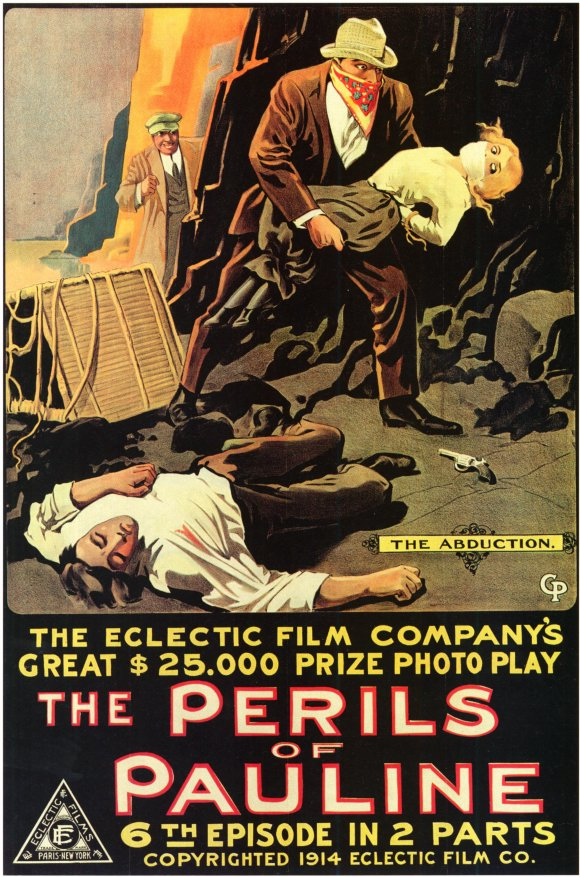
1914-ből származó poszter, a The Perils of Pauline című, a mozikban futó sorozatról. Ebben a filmben alkalmazták először az epizódok végén a cliffhangert.

A cliffhanger kifejezést a filmszakmában alkalmazzák az egyes filmek vagy sorozatepizódok függőben hagyott cselekményére. A cliffhanger befejezés általában azt jelenti, hogy a főszereplőkkel valami váratlan vagy veszélyes történik és a szituáció végkimenetelét a film készítői nyitva hagyják, ezzel fokozva a drámai feszültséget. A cliffhanger célja, hogy a néző kíváncsi legyen a folytatásra.
A cliffhangert gyakorta alkalmazzák a televíziós sorozatok egy-egy epizód vagy évad végén, de több részes mozifilmek esetében is előfordul. Az egyik legismertebb és legnagyobb érdeklődésre számot tartó cliffhanger befejezés a Dallas című televíziós sorozat harmadik évadjának befejező epizódja volt 1980-ban, amikor az egyik főszereplőt, Jockey Ewingot lelövik. A török parlament még egy ülést is félbeszakított miatta.
Ez a műfaj gyakran jellemző az olyan televíziós sorozatokra, mint például a régi Ki vagy, doki?, amelynek minden története több részből áll, és vannak olyan részek, amelyek átvezetőkkel végződnek a következő történetre.